# Zoologisches Museum Zürich
Das Zoologische Museum der Universität Zürich, seit 2024 Teil des Naturhistorischen Museums der Universität Zürich, beherbergte den öffentlich zugänglichen Teil einer umfangreichen Sammlung von Tierpräparaten und Skeletten. Der nicht öffentliche Hauptteil der Sammlung ist in der Universität Zürich-Irchel untergebracht, wo auch die Direktion des Zoologischen Museums ihren Sitz hatte.

## Standort
Das Museum befand sich im gleichen Gebäude des heutigen Naturhistorischen Museums an der Karl-Schmid-Strasse 4, im 1914 errichteten Hauptgebäude der Universität Zürich. Die zoologische Ausstellung teilte sich ihre Ausstellungsfläche zwischen 1956 und 2024 sowohl räumlich als auch inhaltlich mit dem damaligen Paläontologischen Museum Zürich. Der Eintritt war frei. Vom Stadtzentrum aus war das Museum bequem zu Fuss zu erreichen, wobei die Anhöhe zwischen Central und Polyterrasse mit der Polybahn überwunden werden konnte.

## Geschichte
Die Geschichte der Zoologischen Sammlung Zürichs und damit auch die des Zoologischen Museums begann im 17. Jahrhundert in privaten Sammlungen Zürcher Bürger; darunter waren beispielsweise die Exponate von Johann Jakob Scheuchzer und Johannes von Muralt.
1833 wurden diese Sammlungen nach zahlreichen Vergrösserungen und Umzügen der Einzelsammlungen innerhalb Zürichs mit weiteren des Kantons und denen der Naturforschenden Gesellschaft in Zürich zu Zwecken der Hochschullehre zusammengefasst und zentralisiert untergebracht. Die Exponate gingen in den Besitz des Kantons über. 1908 übernahm die Universität die Sammlungen der Stadt und des Kantons. Das Museum öffnete 1914 im Zentralbereich der Universität.
1956 fand eine Neugliederung des Zoologischen Instituts der Universität in drei selbständige Institute statt: Zoologisches Museum, Paläontologisches Museum und Zoologisches Institut. Das Paläontologische Museum erhielt Räume innerhalb des Zoologischen Museums. Der nicht öffentliche Teil der Sammlung wurde 1979 gemeinsam mit dem Zoologischen Institut und der Direktion der Sammlung auf den neu errichteten Campus der Universität in Zürich-Irchel verlegt.
Zwischen 1984 und 1991 wurde der ursprüngliche Bau Karl Mosers durch den Architekten Ernst Gisel unter Einbeziehung des ehemaligen Lichthofs umgestaltet und dabei auch die Grundfläche der Museen vergrössert.

## Ausstellung
Das Museum ist in zwei Ebenen unterteilt. Im Erdgeschoss sind im Schwerpunkt Tierpräparate und Skelette der Schweizer Fauna, unter anderem ausgestorbene Grosstiere, Raubtiere, Reptilien, Vögel (mit 280 verschiedenen Vogelgesängen), Amphibien, Paarhufer, Fische, Fledermäuse, Insektenfresser und Nagetiere. Hier können auch kleinere Sammlungen von Krebsen, Spinnen, Insekten und Mollusken mikroskopisch betrachtet werden. Regelmässig finden Sonderausstellungen statt. Im Untergeschoss werden exemplarisch Meerestiere und Tierarten zoogeografisch nach Herkunft gezeigt. Das Museum ist für Kinder gut geeignet und bietet viele Interaktionsmöglichkeiten wie Mikroskopieren, Quize, Abspielen von Vogelgesängen etc.
Anlässlich des 500. Geburtstags von Conrad Gessner zeigte das Zoologische Museum von März bis September 2016 eine Sonderausstellung.

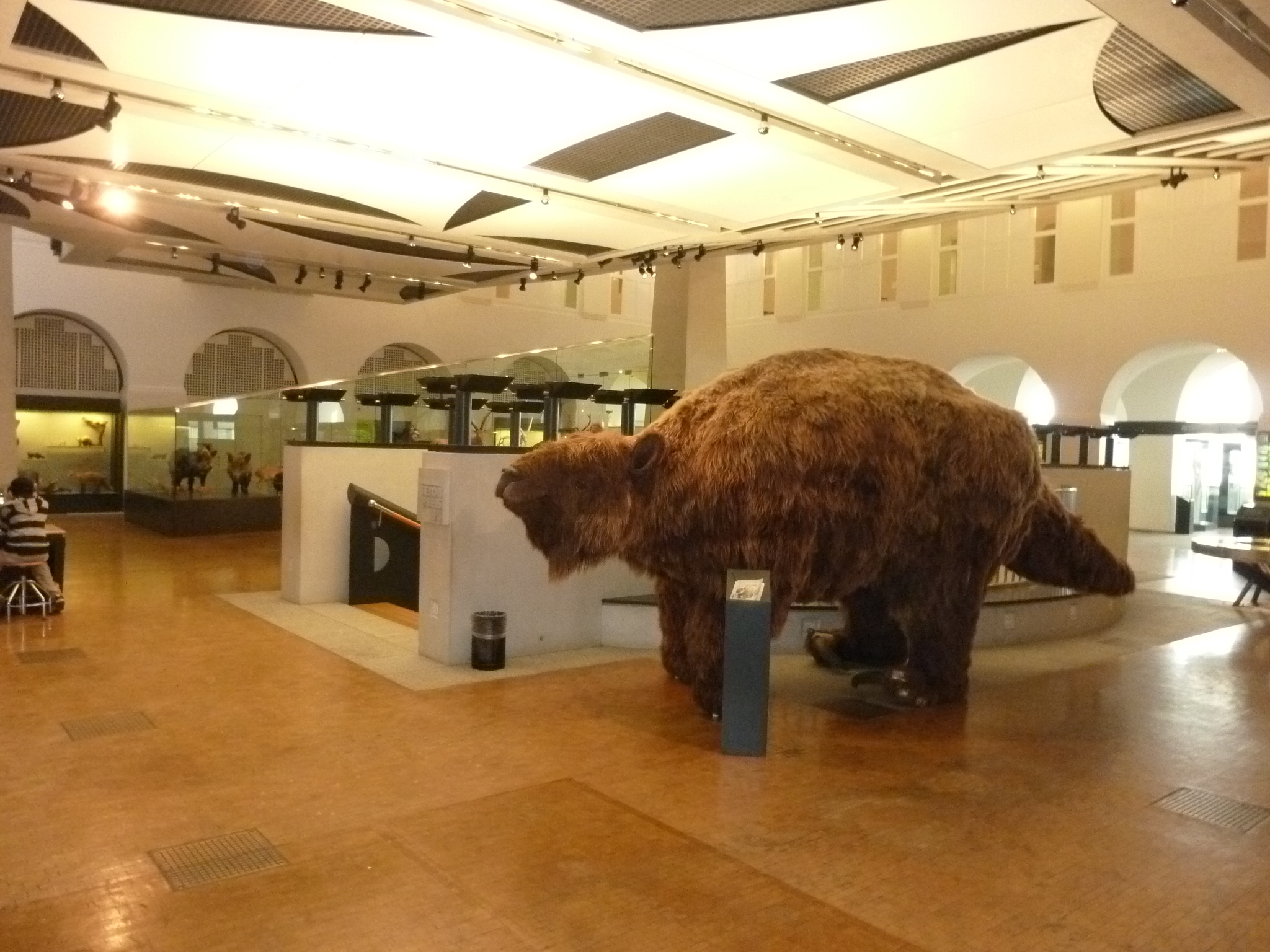
Ein Riesenfaultier, von 2000 bis 2019 im Erdgeschoss des Museums gezeigt
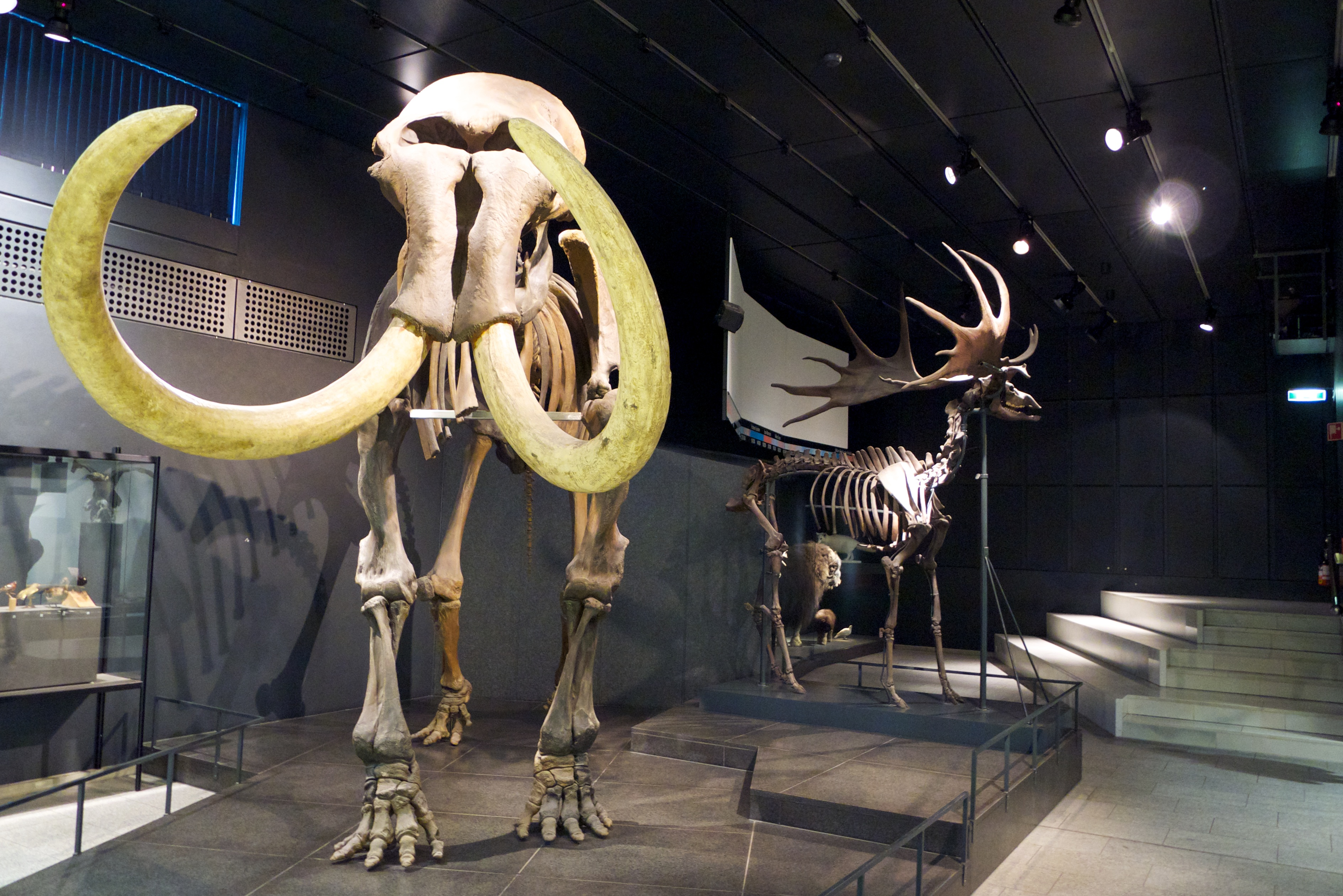
Skelette von Wollhaarmammut und Riesenhirsch
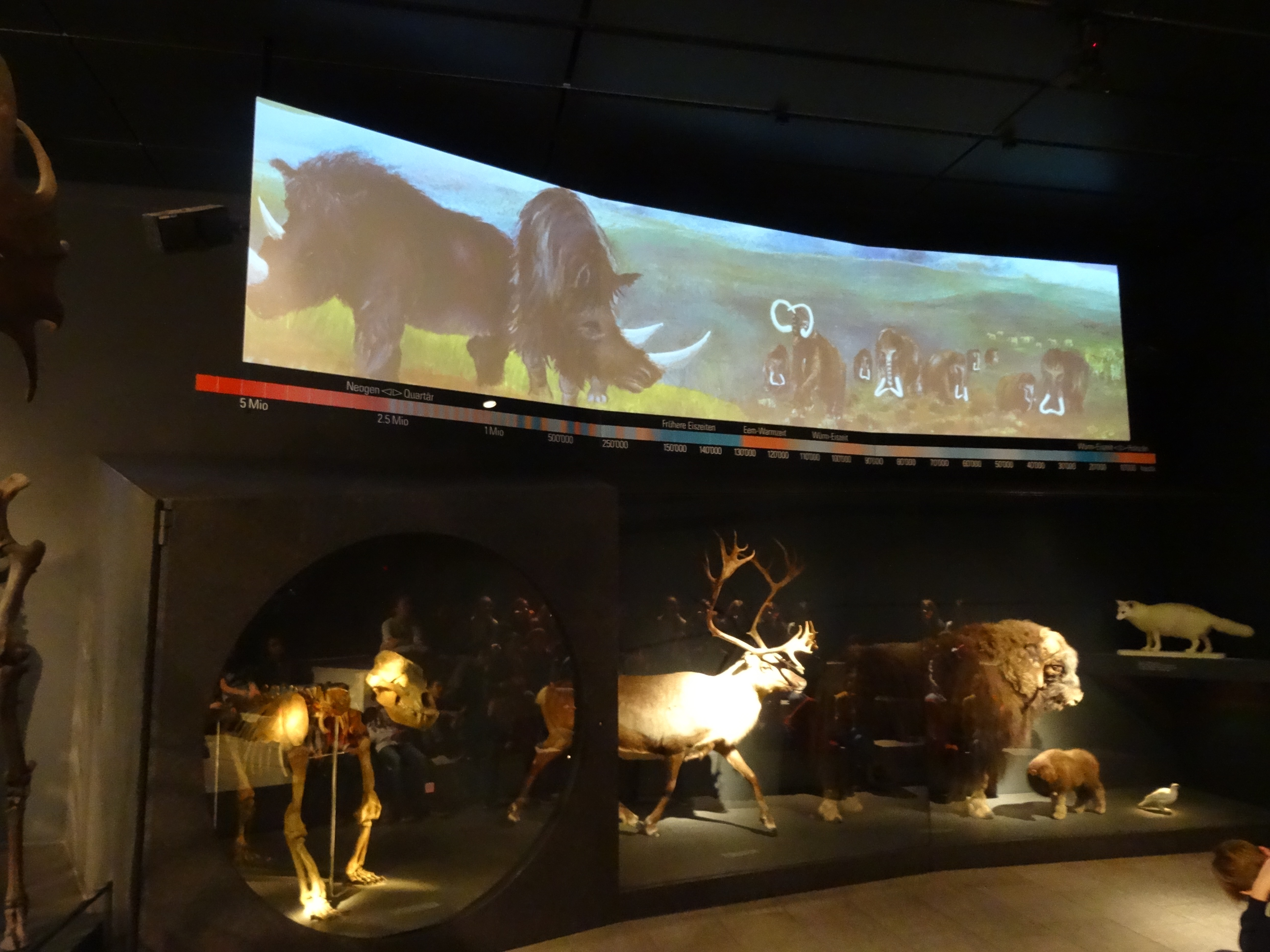
Multimediashow zum Thema «Eiszeit»
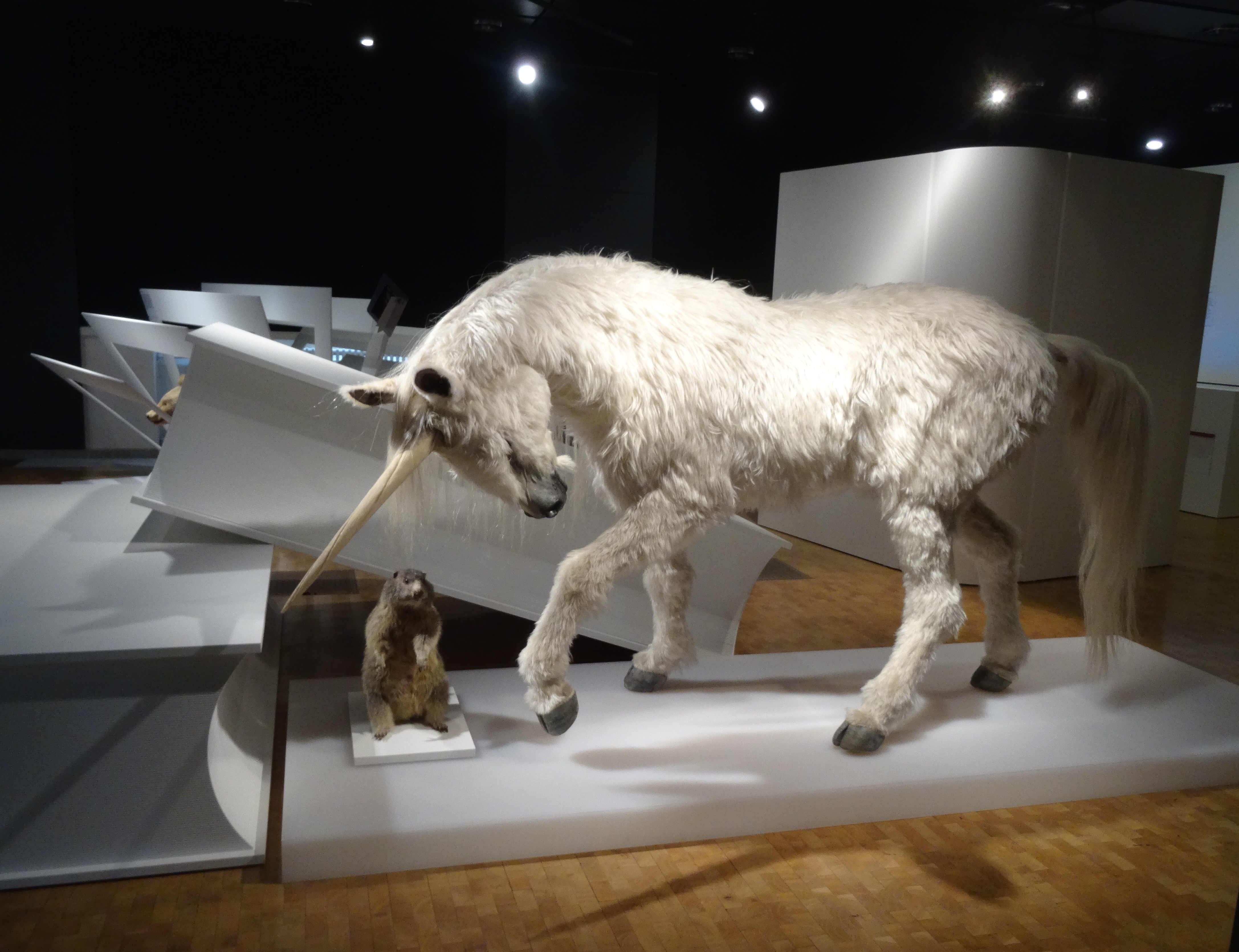
Einhorn in der Sonderausstellung für Conrad Gessner
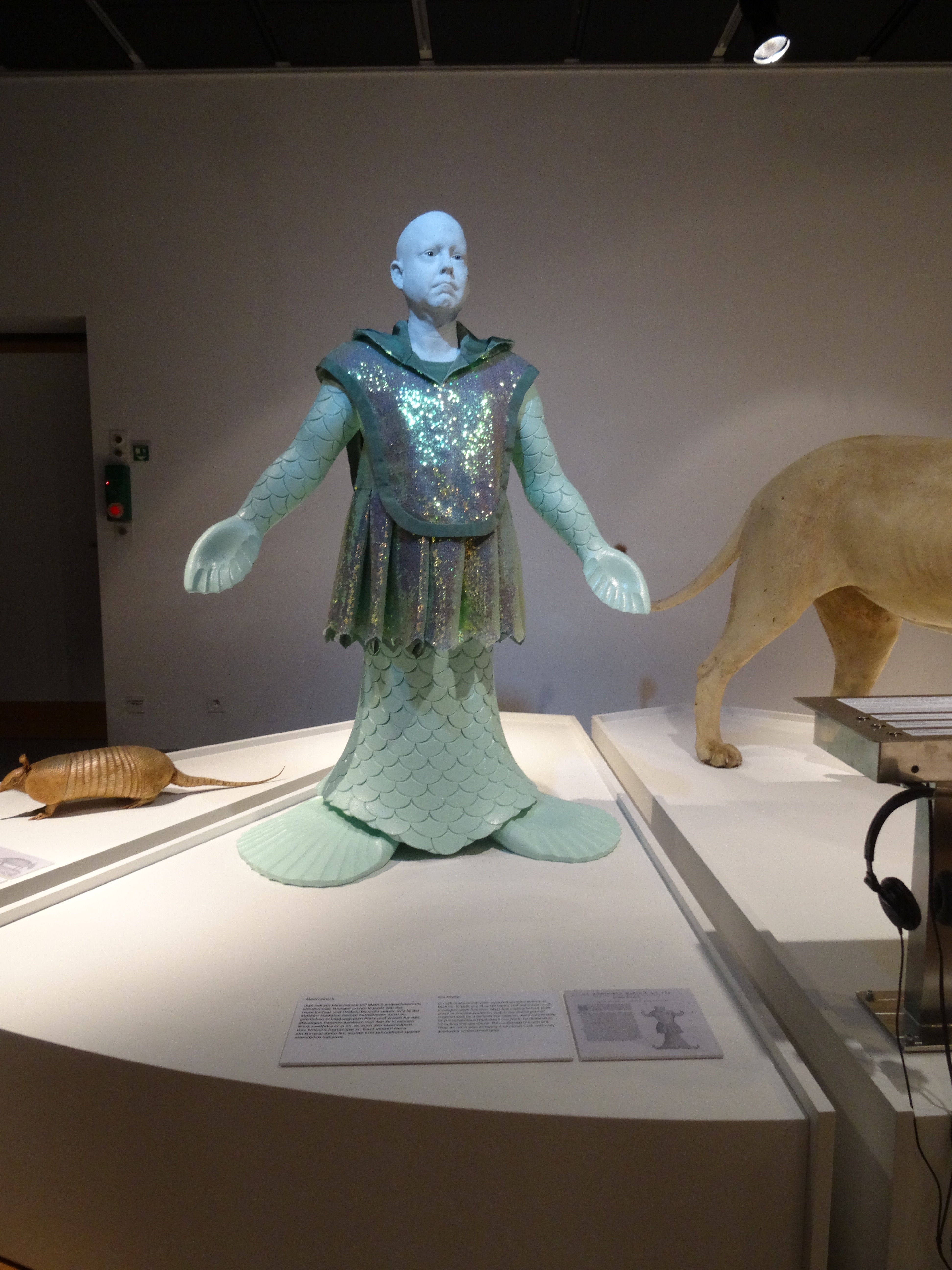
Meermönch und Löwe, Sonderausstellung